# Søren
| Drenge- | Drenge-   | Pige- | Pige-    | Efter- | Efter-      |
| ------- | --------- | ----- | -------- | ------ | ----------- |
| 1       | Peter     | 1     | Anne     | 1      | Nielsen     |
| 2       | Michael   | 2     | Mette    | 2      | Jensen      |
| 3       | Lars      | 3     | Kirsten  | 3      | Hansen      |
| 4       | Jens      | 4     | Hanne    | 4      | Andersen    |
| 5       | Thomas    | 5     | Anna     | 5      | Pedersen    |
| 6       | Henrik    | 6     | Helle    | 6      | Christensen |
| 7       | Søren     | 7     | Maria    | 7      | Larsen      |
| 8       | Christian | 8     | Susanne  | 8      | Sørensen    |
| 9       | Martin    | 9     | Lene     | 9      | Rasmussen   |
| 10      | Jan       | 10    | Marianne | 10     | Jørgensen   |

Søren er et drengenavn, der har rødder i middelalderen i formerne Seffren, Søffren med flere. Oprindeligt stammer det fra latin Severinus og betyder "alvorlig", "streng".
Navnet er et af de mest almindelige i Danmark og findes også i mange sammensætninger med og uden bindestreg.

## Kendte personer med navnet
- Søren Bundgaard, dansk musiker og sangskriver.
- Søren Colding, tidligere fodboldspiller.
- Søren Espersen, dansk politiker fra Dansk Folkeparti.
- Søren Fauli, filminstruktør, manuskriptforfatter og skuespiller.
- Søren Frederiksen, tidligere fodboldspiller. Den næstmest scorende spiller i Superligaen.
- Søren Gade, dansk politiker fra Venstre og forsvarsminister.
- Søren Gyldendal, dansk boghandler.
- Søren Hansen, dansk golfspiller.
- Søren Hauch-Fausbøll, skuespiller og komiker.
- Søren Huss, dansk sanger.
- Søren Georg Jensen, dansk sølvsmed.
- Søren Kam, dansk nazist.
- Søren Kierkegaard, dansk forfatter og filosof.
- Søren Kragh-Jacobsen, filminstruktør og sanger.
- Søren Krarup, dansk præst og politiker fra Dansk Folkeparti.
- Søren Lerby, dansk fodboldspiller.
- Søren Ryge Petersen, dansk havemand og tv-vært.
- Søren Pilmark, dansk skuespiller.
- Søren Pind, dansk politiker fra Venstre.
- Søren Spanning, dansk skuespiller.
- Søren Sætter-Lassen, dansk skuespiller.
- Søren Søndergaard, dansk politiker fra Enhedslisten og Folkebevægelsen mod EU.
- Søren Ulrik Thomsen, dansk digter.
- Søren Østergaard, dansk skuespiller.

## Navnet anvendt i fiktion
- Søren og Mette er titlen på en meget udbredt lærebogsserie i faget dansk.
- Søren Bramfris lærkesang eller Nu går våren gennem Nyhavn er en populær vise af Sigfred Pedersen.
- Flere børnesange handler om Søren, f.eks. Sørens far har penge og Søren Banjomus
- Søren Brun er en af de centrale figurer i tegneserien Radiserne af Charles M. Schulz.
- Søren Spætte, tegneseriefigur.

## Andre anvendelser
- "Sørens også!" og "Av for søren!". Ordet "søreme" stammer fra "søren mig"
- Udtrykket "at slå til søren" betyder at slå sig løs, slippe tøjlerne og er i modstrid med oprindelig betydning "Severinus", der betyder alvorlig, streng.